# Lauris Bausenwein
Lauris Bausenwein (* 6. März 2005 in Schweinfurt) ist ein deutscher Fußballspieler. Der rechte Verteidiger steht beim 1. FC Schweinfurt 05 unter Vertrag.

## Karriere
Bausenwein spielte in der Jugend für den SV Oberwerrn, die JFG Werngrund und den TSV Großbardorf, bevor er 2021 in den Nachwuchsbereich des 1. FC Schweinfurt 05 wechselte.
In der Saison 2024/25 kam er zu 18 Einsätzen in der Regionalliga Bayern, erzielte dabei ein Tor und bereitete ein weiteres vor. Im Mai 2025 verlängerte Schweinfurt seinen Vertrag bis Juni 2026.
Am 3. August 2025 gab Bausenwein beim Auswärtsspiel gegen FC Viktoria Köln sein Debüt in der 3. Liga.